# Jaakow Jizchak Horowitz

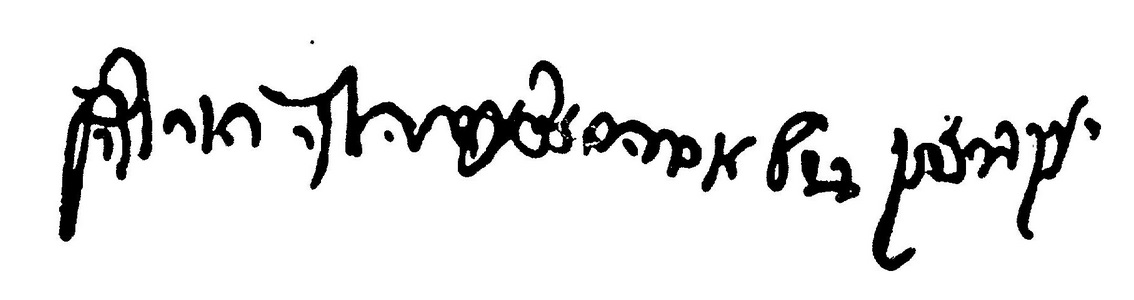
Autograph

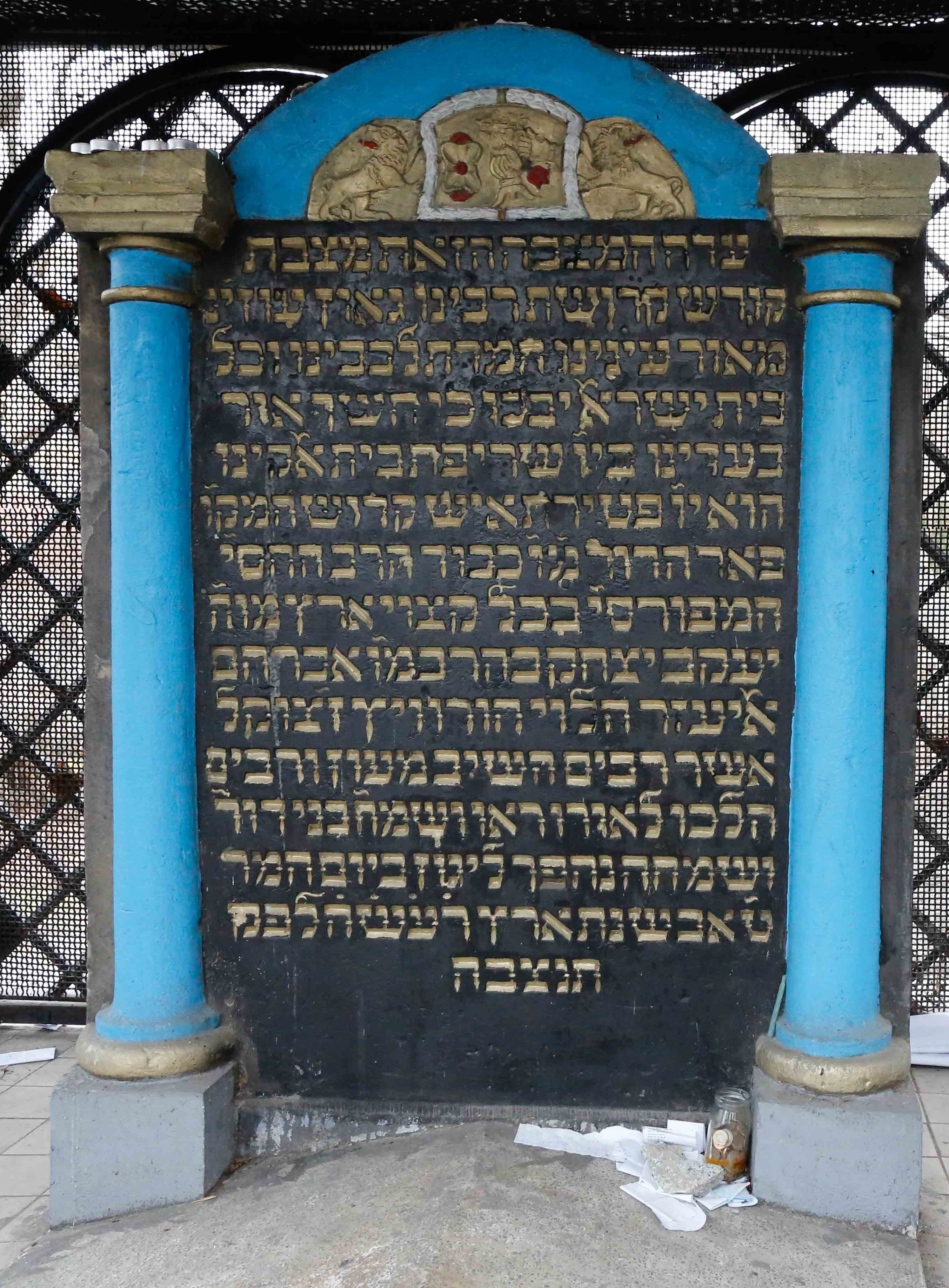
Die Mazewa von Jaakow Jizchak Horowitz

Jaakow Jizchak Horowitz (* 1745 in Józefów; gestorben am 9. August 1815 in Lublin; Hebräisch: יעקב יצחק הורוביץ, polnisch: Jakub Izaak Horowic), später auch der „Seher“ oder „Weiser von Lublin“ (Choseh ,החוזה מלובלין) genannt und als Zaddik geehrt, war ein polnischer Rebbe, der wesentlich zur Entwicklung des Chassidismus beigetragen hat. Er wirkte in Kongresspolen und Galizien, besonders in Lublin. Sein Grab auf dem Lubliner Judenfriedhof wurde zum Wallfahrtsort für Gläubige aus aller Welt.

## Leben und Werk

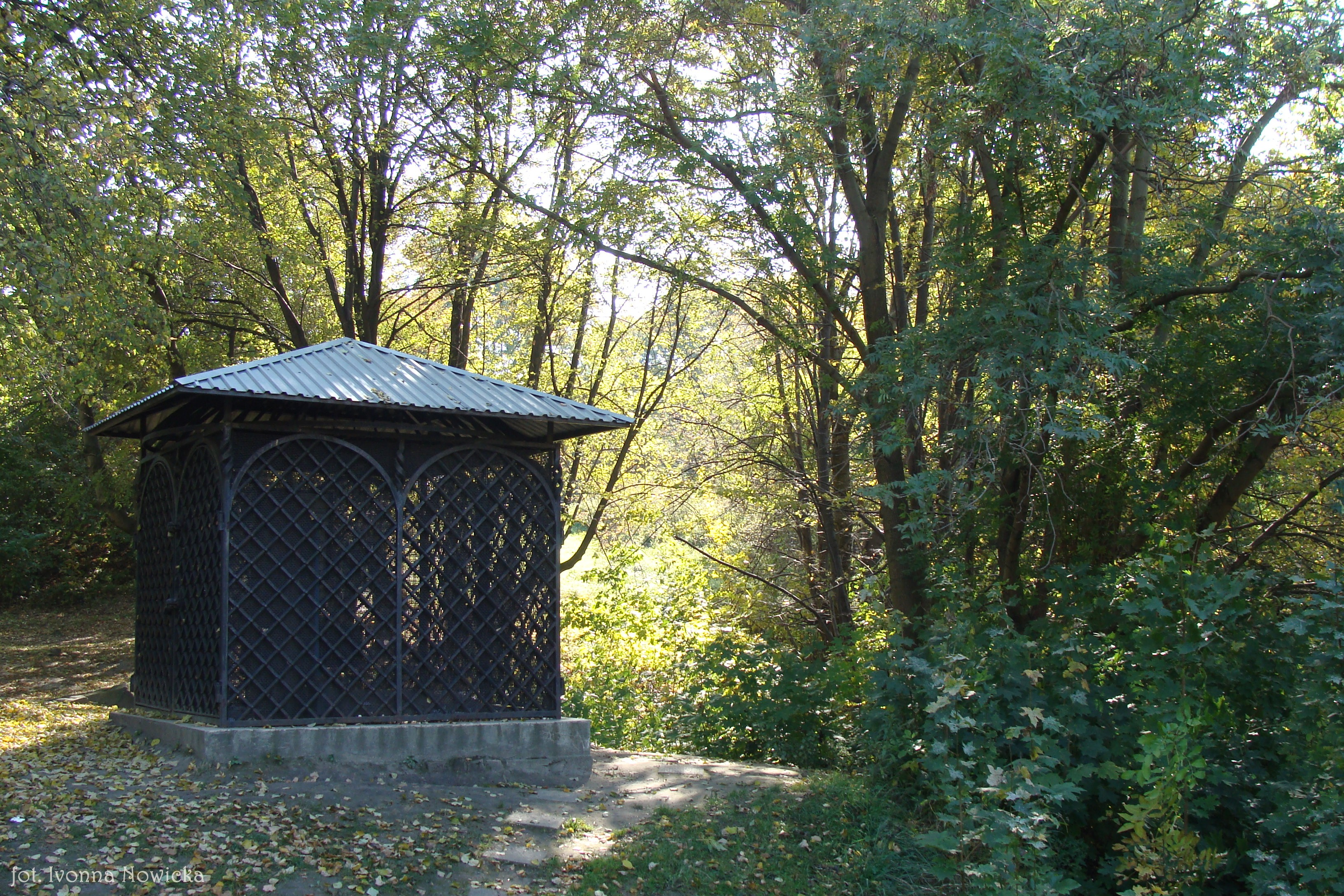
Das Ohel von Jaakow Jizchak Horowitz

Jaakow Jizchak war Schüler von Samuel Horowitz aus Nikolsburg, von Dow Bär von Mesritsch und Levi Jizchak von Berditschew. Sein wichtigster Lehrer war Elimelech von Lyschansk, gegen den er sich schließlich auflehnte – noch zu seinen Lebzeiten begann er eine eigene Gruppe von Chassidim zu führen. Er war zunächst in Łańcut und Rozwadów tätig, zog in den 1790er Jahren nach Czechów, einer Vorstadt von Lublin, und schließlich nach Lublin selbst. Er wurde als Zaddik und Wunderheiler gerühmt und hatte an der Ausbreitung des Chassidismus in Kongresspolen und Galizien großen Anteil. Er gründete keine eigene Dynastie, doch die meisten polnischen und galizischen Zaddikim in der ersten Hälfte des 19. Jahrhunderts waren seine Schüler. Seine Anhänger kamen aus verschiedenen sozialen Schichten, und Jitzchak Meir Alter, der Begründer der Ger-Bewegung, bezeichnete ihn als „jedermanns Rabbi“. Viele seiner Schüler bezeugten seine Fähigkeit, die Absichten eines Menschen in seinen Handlungen zu erkennen, Ereignisse vorauszusehen und die Herkunft einer menschlichen Seele in ihren verschiedenen Reinkarnationen zu offenbaren. Er erhielt deshalb postum den Beinamen „Seher von Lublin“.
Sowohl in Lublin als auch außerhalb wurde Jaakow Jizchak von den „Mitnagdim“, den Gegnern des Chassidismus, angegriffen. Ein weiterer seiner Kritiker war Asriel Horowitz, der Lubliner Rabbiner.
Nach chassidischer Überlieferung sah der Seher von Lublin den Einmarsch Napoleons nach Russland im Jahre 1812, durch den in Polen und Galizien starke messianische Erwartungen geweckt wurden, als Vorboten der Schlacht zwischen Gog und Magog und beabsichtigte, sich mit weiteren Zaddikim zu verbünden, um die Erlösung voranzutreiben.
Bekannte Schriften von Jaakow Jizchak Horowitz sind:
- Divrei Emet
- Zot Zikaron
- Zikaron Zot
- Zikaron Tov

## „Praktischer“ Chassidismus
Laut Elimelech von Lyschansk betonte Jaakow Jizchak die „praktische“ Arbeit des Zaddik und betonte seine Pflicht, für „Leben und Lebensunterhalt“ seiner „Kinder“, nämlich der chassidischen Gemeinde, aufzukommen. Aus der Überzeugung, dass geistiger Reichtum materiellen Überfluss voraussetzt, folgerte er, dass ein Mensch, der zu Gott umkehren will, zuerst Hilfe benötigt, um seine materiellen Bedürfnisse decken zu können. Der Zaddik sollte „großen Überfluss und einen komfortablen Lebensstil pflegen, damit die Menschen frei zum Gottesdienst sind“. Auch sagte er, dass „wenn der Körper Genuss empfindet, auch die Seele geistigen Reichtum genießt“ (in Or la-Schamajim, 1850). Für Jaakow Jizchak und seine Lehren war das Element der Gelehrsamkeit von geringer Bedeutung. Sein Schwerpunkt lag auf den Beziehungen zwischen Mensch und Mitmensch, die für ihn besondere Bedeutung in der geheimen Weltordnung hatten. Er sah Demut als ein metaphysisches Element und betonte die Tugend der „Liebe zu Israel“, die bereits im frühen Chassidismus ein wichtiges Prinzip darstellte.
Gegen Ende seines Lebens litt Jaakow Jizchak unter einer schweren Krise, die sich aus seinem Führungsstil ergab. Dies führte bei den Lubliner Chassidim zu einer Spaltung in eine Gruppe, welche die Bemühungen um geistige Vervollkommnung und ständiger Hingabe an Gott betonten, und einer anderen Gruppe, für welche der Schwerpunkt in den Bemühungen des Zaddik lag, für die Masse der Chassidim zu sorgen. Obwohl Jaakow Jizchak die Enttäuschung seiner besten Schüler spürte, änderte er seine Methode nicht. Dies führte zu einer Kontroverse mit seinem talentiertesten Schüler, Jaakow Jizchak von Przysucha, der sich mit dem „praktischen“ Charakter des Lubliner Chassidismus nicht zufriedengeben konnte, der oftmals in magische Aktivitäten zur Verbesserung der materiellen Lebensbedingungen ausartete. Aus dieser Kontroverse entwickelte sich in den folgenden Jahrzehnten die Schule des Kotzker Rebbe.